# Метт Стоун
Метт Стоун (англ. Matt Stone, повне ім'я Меттью Річард Стоун, англ. Matthew Richard Stone) — американський кіноактор, актор озвучення, музикант, аніматор, кінорежисер та сценарист, володар «Греммі», «Еммі» та «Тоні». Найбільш відомий як творець мультсеріалу «Південний парк» спільно з Треєм Паркером.

## Раннє життя
Метью Річард Стоун народився 26 травня 1971 року в Г'юстоні, штат Техас, у сім'ї професора економіки Джеральда Уітні Стоун та Шейли Лоїс (Беласко). Він є ірландським американцем по батьковій лінії та євреєм по лінії матері. Їхніми іменами були названі герої «Південного парку» Джеральд і Шейла Брофловські. Стоун та його молодша сестра Рейчел виросли в Літтлтоні, штат Колорадо, передмісті Денвера, штат Колорадо, де вони обоє відвідували школу Heritage High. Він навчався в Університеті Колорадо Боулдер. Його батько переживав, що він «стане музикантом, а згодом бомжем», тому наполягав, щоб його син займався чимось «практичним». Вони досягли компромісу щодо того, що він в буде навчатися за двома спеціальностями - математика та кіно. Стоун отримав ступінь бакалавра за обома спеціальностями в 1993 р.

## Особисте життя
У 2001 році Стоун познайомився з Анжелою Говард, виконавчою директоркою Comedy Central. Вони почали зустрічатися та одружилися у 2008 році, мають двох дітей. Сім'я живе у Венісі (Венеції), Лос-Анджелес.
Стоун називає себе етнічно євреєм через те, що його мати була єврейкою. Що стосується своїх релігійних переконань, Стоун самоідентифікується як атеїст.
Політично Стоун описує себе як лібертаріанця. У 2001 році Стоун підсумував свої погляди коментарем: «Я ненавиджу консерваторів, але я реально, на*уй, ненавиджу лібералів».